# 坊ちゃん刈り
坊ちゃん刈り（ぼっちゃんがり）とは、男の子の髪型で、長髪（丸刈りではないという意味）であり、なおかつ耳にかからない程度のものを指している。

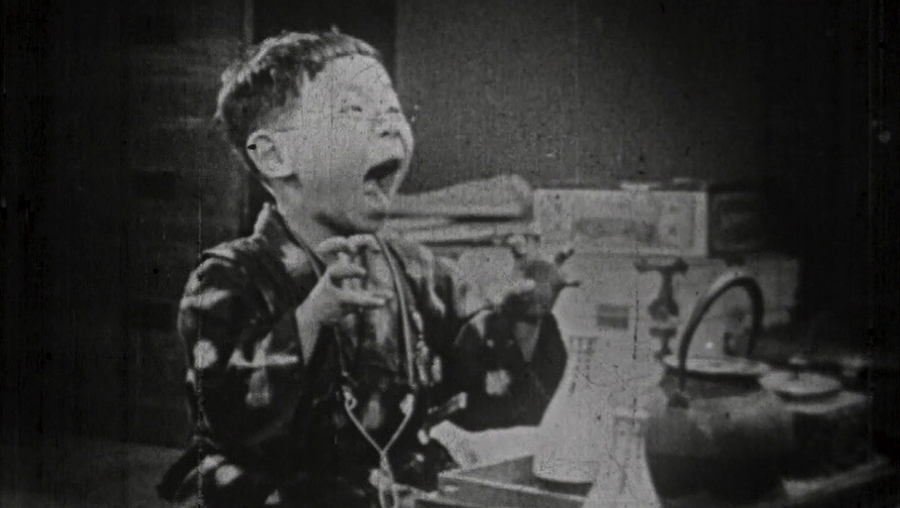
子役スター青木富夫（1929年映画『突貫小僧』）

大正デモクラシー期に都市部の中流階級以上の子弟（＝坊ちゃん）に広まったが、高度経済成長の進展に伴い、庶民層や農村部の男の子にも普及した。かつて男子の髪型は、理容店で施術される丸刈り・坊ちゃん刈り・スポーツ刈り・おかっぱ頭の4種類程度しかなかったが、美容店で髪を切る男性の増加により男性のヘアスタイルは多様化している。
なお、1970年前後までの坊ちゃん刈りは、前髪を揃えるタイプが一般的だった。現在、校則の緩和によりロングヘアの男性も見られるようになり、昔と比べると近年では減少傾向にある。